# Kleinlützel
Kleinlützel (toponimo tedesco; in francese Petit-Lucelle, desueto) è un comune svizzero di 1 258 abitanti del Canton Soletta, nel distretto di Thierstein.